# 김상환
김상환(金尙煥, 1966년 1월 27일 ~ )은 대한민국의 제9대 헌법재판소장, 제27대 법원행정처장이다.

## 생애
대전 출신이다. 보문고등학교와 서울대학교 법대를 졸업하였으며, 1988년 제39회 사법시험에 합격하였다. 1991년 5월부터 1994년 2월까지 육군 중위로 복무하였고, 1994년 3월 법관으로 임용되어 부산지방법원에서 첫 근무를 시작한 이래 법관으로 계속 재직하였으며, 서울중앙지방법원 민사 제1수석부장판사로 재직 중 대법관으로 임명되었다.김상택은 서울고등법원에서 부장판사로 재직하던 2015년에 조희연 서울시교육감 사건을 맡아 국민참여재판 배심원이 만장일치로 결정한 당선무효형에 대해 선고유예 판결을 했다.
2018년 10월 2일 김명수 대법원장에 의해 김소영 대법관 후임자로 임명제청되었다.
같은 달 16일 인사청문요청안이 국회에 제출되었으나, 자유한국당이 국정 감사 일정등을 이유로 인사청문특별위원회 명단 제출을 미루면서, 특위 구성이 지연되었다. 11월 1일에는 김소영 대법관이 임기를 마치고 퇴임, 대법관 공백이 발생하였다. 11월 24일, 인사청문요청안 제출 46일만에 국회 특위의 구성이 완료되었으나, 12월 4일에 인사청문보고서 채택 합의가 불발되었다. 12월 27일 여·야 합의로 국회의장 직권으로 임명동의안이 본회의에 상정되었으며, 표결에 부쳐 가결되었다. 다음 날인 28일 문재인 대통령으로부터 임명장을 수여받고, 대법관이 되었다.

## 학력
- 1984년 보문고등학교 졸업
- 1989년 서울대학교 사법학과 졸업
- 2000년 독일 뮌헨대학 교육파견

## 경력
- 1988년: 제30회 사법시험 합격
- 1991년: 사법연수원 20기 수료
- 1994년: 부산지방법원 판사
- 1996년: 부산지방법원 울산지원 판사
- 1998년: 서울지방법원 의정부지원 판사
- 2001년: 서울지방법원 서부지원 판사
- 2002년: 헌법재판소 파견
- 2004년: 대법원 재판연구관
- 2006년: 제주지방법원 부장판사
- 2007년: 제주지방법원 수석부장판사
- 2008년: 헌법재판소 파견(지방법원 부장판사)
- 2010년: 서울중앙지방법원 부장판사
- 2013년: 부산고등법원 창원재판부 부장판사
- 2014년 2월~2018년 2월: 서울고등법원 부장판사
- 2018년 2월: 서울중앙지방법원 민사제1수석부장판사
- 2018년 12월~2024년 12월: 대한민국 대법관
- 2021년 5월~2024년 1월: 제27대 법원행정처장
- 2025년 3월~2025년 7월: 제주대학교 법학전문대학원 석좌교수
- 2025년 7월~: 헌법재판소장